# Cité (États-Unis)
Pour les articles homonymes, voir Cité et City.
Dans l'administration territoriale des États-Unis, une cité (en anglais : city) est un type de municipalité. La création et le statut des municipalités étant une compétences des États, le terme recouvre donc une grande variété de situations. Dans le langage courant, une cité désigne cependant une « grande ville » sans lien avec le statut municipal nommé ville (town).

## Situation par État
L'application du terme cité est variable selon les États.
| État                 | Type de municipalité qualifiée de cité (city) | Détail |
| -------------------- | --- | ------ |
| Alabama              | Municipalités de plus de 2 000 habitants | Détail |
| Alaska               | Toutes les municipalités sont des cités | Détail |
| Arizona              | Municipalités de plus de 3 000 habitants | Détail |
| Arkansas             | Municipalités de plus de 500 habitants (sauf exceptions)                                                                                         | Détail |
| Californie           | Pas de distinction légale avec les autres types de municipalités                                                                                 | Détail |
| Caroline du Nord     | Pas de distinction légale avec les autres types de municipalités                                                                                 | Détail |
| Caroline du Sud      | Pas de distinction légale avec les autres types de municipalités                                                                                 | Détail |
| Colorado             | Pas de distinction légale avec les autres types de municipalités (les nouvelles cités doivent compter plus de 2 000 habitants)                   | Détail |
| Connecticut          | Municipalités en dehors du territoire des villes indépendantes                                                                                   | Détail |
| Dakota du Nord       | Toutes les municipalités sont des cités | Détail |
| Dakota du Sud        | Pas de distinction légale avec les autres types de municipalités                                                                                 | Détail |
| Delaware             | Pas de distinction légale avec les autres types de municipalités                                                                                 | Détail |
| Floride              | Pas de distinction légale avec les autres types de municipalités                                                                                 | Détail |
| Géorgie              | Pas de distinction légale avec les autres types de municipalités                                                                                 | Détail |
| Hawaï                | Honolulu (qui est également un comté) | –      |
| Idaho                | Toutes les municipalités sont des cités | Détail |
| Illinois             | Pas de distinction légale avec les autres types de municipalités (les nouvelles cités doivent compter plus de 2 500 habitants)                   | Détail |
| Indiana              | Municipalités de plus de 2 000 habitants (sauf exceptions)                                                                                       | Détail |
| Iowa                 | Toutes les municipalités sont des cités | Détail |
| Kansas               | Toutes les municipalités sont des cités | Détail |
| Kentucky             | Toutes les municipalités sont des cités | Détail |
| Louisiane            | Municipalités de plus de 5 000 habitants | Détail |
| Maine                | Municipalités en dehors du territoire des villes[source insuffisante]                                                                            | Détail |
| Maryland             | Pas de distinction légale avec les autres types de municipalités                                                                                 | Détail |
| Massachusetts        | Municipalités en dehors du territoire des villes (les nouvelles cités doivent cependant compter plus de 12 000 habitants)                        | Détail |
| Michigan             | Peu de différences avec les autres types de municipalités[source insuffisante]                                                                   | Détail |
| Minnesota            | Toutes les municipalités sont des cités | Détail |
| Mississippi          | Municipalités de plus de 2 000 habitants | Détail |
| Missouri             | Peu de différences avec les autres types de municipalités[source insuffisante]                                                                   | Détail |
| Montana              | Municipalités de plus de 1 000 habitants | Détail |
| Nebraska             | Municipalités de plus de 800 habitants | Détail |
| Nevada               | Toutes les municipalités sont des cités | Détail |
| New Hampshire        | Municipalités en dehors du territoire des villes                                                                                                 | Détail |
| New Jersey           | Peu de différences avec les autres types de municipalités[source insuffisante]                                                                   | Détail |
| New York             | Municipalités en dehors du territoire des villes                                                                                                 | Détail |
| Nouveau-Mexique      | Pas de distinction légale avec les autres types de municipalités,                                                                                | Détail |
| Ohio                 | Municipalités de plus de 5 000 habitants | Détail |
| Oklahoma             | Municipalités de plus de 1 000 habitants | Détail |
| Oregon               | Pas de distinction légale avec les autres types de municipalités                                                                                 | Détail |
| Pennsylvanie         | Peu de différences avec les autres types de municipalités (les nouvelles cités doivent cependant compter plus de 10 000 habitants)               | Détail |
| Rhode Island         | Municipalités en dehors du territoire des villes                                                                                                 | Détail |
| Tennessee            | Pas de distinction légale avec les autres types de municipalités,                                                                                | Détail |
| Texas                | Pas de distinction légale avec les autres types de municipalités[source insuffisante]                                                            | Détail |
| Utah                 | Municipalités de plus de 800 habitants | Détail |
| Vermont              | Municipalités en dehors des villes | Détail |
| Virginie             | « Villes indépendantes » ayant également les compétences du comté[source insuffisante]                                                           | Détail |
| Virginie-Occidentale | Municipalités de plus de 2 000 habitants | Détail |
| Washington           | Municipalités de plus de 1 500 habitants | Détail |
| Wisconsin            | Peu de différences avec les autres types de municipalités[réf. nécessaire] (conditions de population, de densité et de superficie plus strictes) | Détail |
| Wyoming              | Municipalités de plus de 4 000 habitants | Détail |